# Вилли с мельницы
«Вилли с мельницы» (англ. Will O’ the Mill) — ранний рассказ Р. Л. Стивенсона, написанный осенью 1878 года и появившийся в январском номере журнала Cornhill Magazine за 1879 год. Позже он вошёл в сборник Стивенсона «Весёлые Молодцы и другие рассказы и басни» 1887 года.

## Сюжет
Мальчик по имени Вилли живёт у приёмных родителей, мельника и его жены, на мельнице, стоящей поодаль от других селений на возвышенном месте близ границы Шотландии и Англии. С детства Вилли наблюдает, как вниз с горы по дороге идут и едут люди, и редко движутся в обратном направлении. Там, внизу, находятся города, в которых течёт неведомая Вилли жизнь. Туда же стремится река, впадая в море, которое Вилли тоже никогда не видел. Долгое время Вилли пытается узнать всё о далёкой жизни на равнине и мечтает поехать туда. Будучи юношей, он встречает проезжающего молодого человека, который говорит ему, что на равнине люди живут в целом так же, и многие тоже несчастны и, наоборот, мечтают уехать из городов в горы. Молодой человек сравнивает жизнь в городах со звёздами, которые тоже манят, однако человек их заведомо не может достичь.
Вилли остаётся на мельнице и довольствуется своей жизнью. В возрасте около тридцати лет он влюбляется в Марджери, дочь пастора, и подумывает жениться на ней. Хотя они уже почти договариваются о свадьбе, Вилли в итоге отказывается от этого шага, потому что чувствует себя настолько близким к девушке и настолько счастливым, что женитьба кажется ему лишней. Марджери чувствует себя оскорблённой, однако на протяжении трёх лет они иногда видятся с Вилли как друзья. Потом девушка выходит замуж за другого, но через год умирает. Вилли возвращается к прежней одинокой жизни, мучительно переживая уход Марджери.
Так Вилли продолжает жить и присматривать за мельницей и трактиром при ней, и становится глубоким стариком, которого считают интересным и мудрым человеком, который обрёл счастье, никогда не покидая родного дома. Однажды ночью он слышит звук кареты подъезжающего гостя, лица которого Вилли не может разглядеть. Они выпивают с гостем бутылку вина, после чего гость уводит Вилли с собой, признавшись ему, что он — Смерть, и пришёл забрать Вилли в путешествие, теперь уже последнее.

## Отзывы
По мнению советского литературоведа и переводчика М. В. Урнова, рассказ «близко примыкает» к «Ночлегу Франсуа Вийона» Стивенсона и «служит аллегорическим выражением как бы очередного приступа его размышлений над практическими и философско-этическими проблемами». Советский литературовед отмечает, что эта притча, «пересказанная на современный лад с сохранением элементов библейского стиля, содержит поучение, совершенно ясное по своему смыслу»: «Вилли вёл растительное существование, умирая заживо, и его пример может только отвратить от такого образа жизни».